# Relations entre les États-Unis et le Liban
Les relations entre les États-Unis et le Liban sont des relations bilatérales entre la République fédérale nord-américaine et la République unitaire du Proche-Orient.